# Linfa
En biología, la linfa es un líquido transparente que recorre los vasos linfáticos. Se produce por el exceso de líquido que sale de los capilares sanguíneos al espacio intersticial o intercelular, el cual es recogido por los capilares linfáticos que drenan a vasos linfáticos más gruesos hasta converger en conductos que se vacían en las venas subclavias.
La linfa es un líquido claro pobre en proteínas y rico en lípidos. Se diferencia de la sangre en que no transporta oxígeno y carece de hemoglobina y glóbulos rojos, las únicas células que contiene son los glóbulos blancos (linfocitos). Puede contener microorganismos que, al pasar por el filtro de los ganglios linfáticos,  son eliminados. El cuerpo humano produce alrededor de 3 litros de linfa al día que se incorpora poco a poco a la sangre. La linfa recorre el sistema linfático que está dotado de una serie de válvulas que impiden el retroceso del fluido. 
Si un vaso linfático sufre una obstrucción, el líquido intersticial se acumula en la zona afectada, produciéndose una hinchazón denominada linfedema.

## Función
La linfa realiza tres funciones principales:
- Transporte del líquido intersticial hacia la sangre: en el espacio situado entre las células se encuentra el líquido intersticial que se genera continuamente procedente de la circulación sanguínea. El exceso de líquido intersticial fluye hacia los capilares linfáticos que lo devuelven hacia el sistema venoso.
- Transporte de las grasas procedentes de la dieta: las sustancias grasas procedentes de la dieta son absorbidas a través de las células de la pared intestinal (enterocitos). Estas células fabrican unas partículas complejas cargadas de triglicéridos que reciben el nombre de quilomicrones. Los quilomicrones pasan a formar parte de la linfa que los traslada hasta la sangre.  La linfa es por tanto imprescindible para la asimilación de las grasas procedentes de los alimentos.
- Respuesta inmunitaria: los vasos linfáticos atraviesan los ganglios linfáticos en los que se localizan diferentes células del sistema inmunitario, principalmente linfocitos, los cuales atacan y destruyen los microorganismos y actúan como factor defensivo frente a infecciones por agentes externos.

## Composición

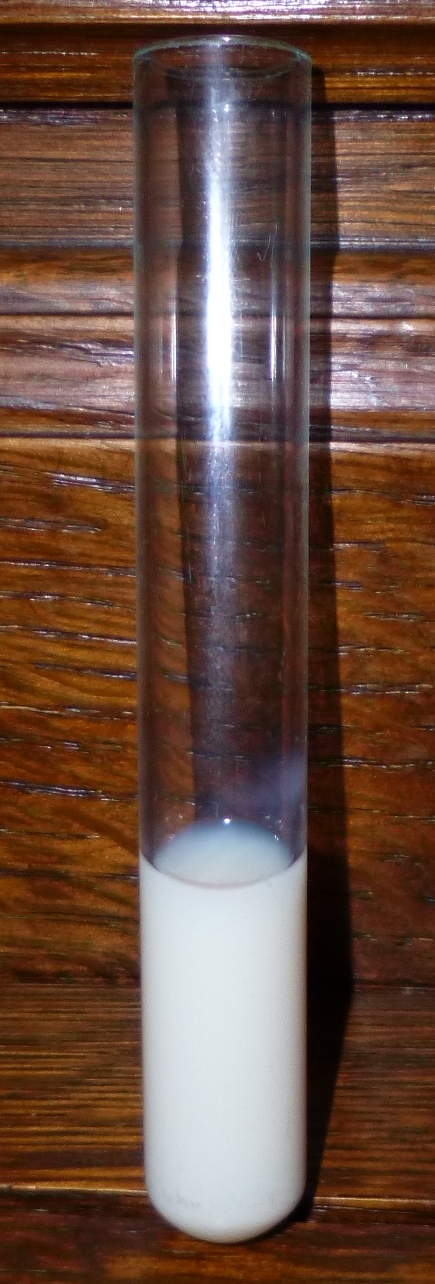
Linfa obtenida del conducto torácico.

Su composición es similar a la del plasma sanguíneo. Contiene agua, proteínas y grasas procedentes de la absorción intestinal en forma de quilomicrones. Asimismo, cuenta con linfocitos y, en ocasiones, gérmenes que son captados y destruidos en los ganglios linfáticos.
La composición de la linfa varía dependiendo del lugar del cuerpo en que se forma. Si procede de los miembros superiores o inferiores tiene apariencia cristalina. Sin embargo la que se forma en el intestino, especialmente después de una comida copiosa, es rica en ácidos grasos, lo que le da un aspecto blanquecino (quilo).

## Circulación linfática

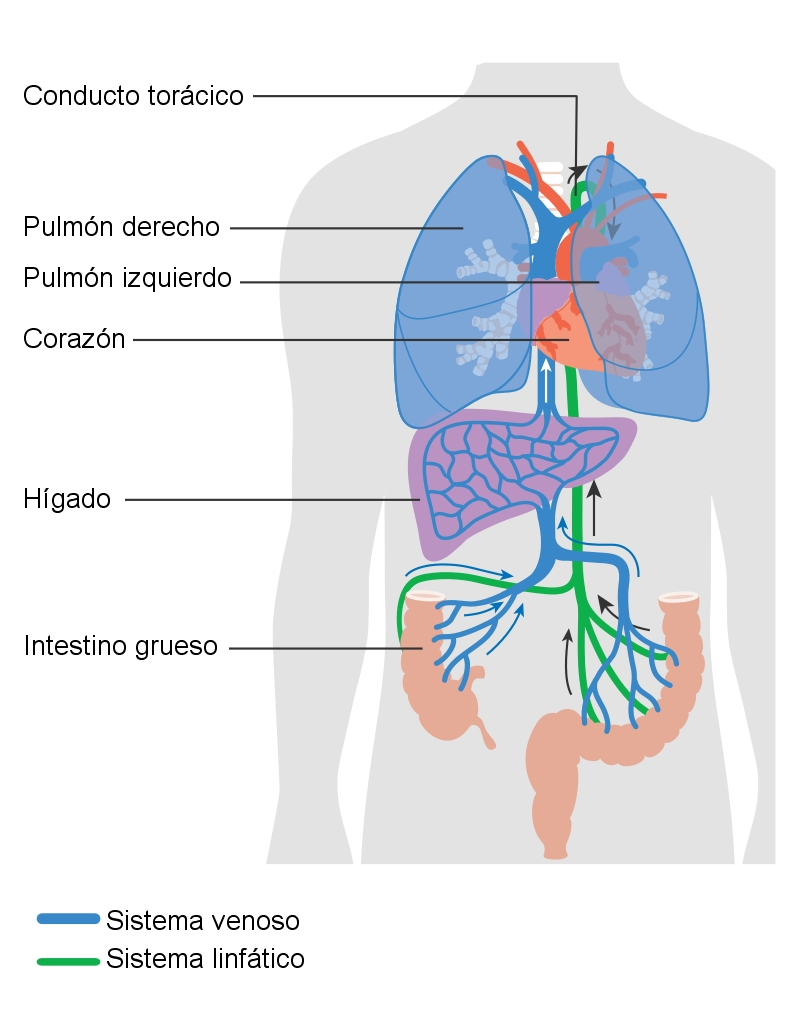
La linfa procedente del intestino se incorpora al conducto torácico que la transporta hasta el sistema venoso.

La linfa circula lentamente, pues en el sistema linfático no existe un órgano impulsor equivalente al corazón. 
El proceso de transporte se inicia en los capilares linfáticos en los que penetra el líquido intersticial gracias a las diferencias de presión. Posteriormente el avance del fluido se ve facilitado por la existencia de válvulas en los conductos de mayor tamaño que impiden el retroceso y la contracción de la pared de los vasos que están dotados de fibras musculares. 
Toda la linfa del organismo desemboca en el sistema venoso que continúa hasta la vena cava superior, a través de dos conductos principales:
- Conducto torácico que mide alrededor de 40 cm de largo y recoge la linfa procedente del abdomen, hemitórax izquierdo y brazo izquierdo y mitad izquierda de la cabeza. Desemboca en el ángulo venoso izquierdo formado por la unión de la vena subclavia izquierda y la vena yugular interna izquierda.
- Conducto linfático derecho que recoge la linfa procedente del resto del organismo. Desemboca en el ángulo venoso derecho.

## Cantidad de linfa
En el transcurso de 24 horas el organismo produce alrededor de 3 litros de linfa, la mayor parte se vierte al torrente sanguíneo a través del conducto torácico y en menor proporción mediante el conducto linfático derecho.
Por comparación, en una persona de 75 kilogramos, podemos encontrar unos 6 litros de sangre, a una velocidad de 2 kilómetros por hora.